# Стоманево
Стоманево (болг. Стоманево) — село в Болгарии. Находится в Смолянской области, входит в общину Девин. Население составляет 259 человек.

## Политическая ситуация
В местном кметстве Стоманево, в состав которого входит Стоманево, должность кмета (старосты) исполняет Сергей Филипов Хаджиев (Движение за права и свободы (ДПС)) по результатам выборов правления кметства.
Кмет (мэр) общины Девин — Здравко Василев Василев Движение за права и свободы (ДПС)) по результатам выборов в правление общины.